# IC 950
IC 950 ist ein interagierendes Galaxienpaar im Sternbild Bärenhüter am Nordsternhimmel. Es ist schätzungsweise 544 Millionen Lichtjahre von der Milchstraße entfernt.
Das Objekt wurde am 24. Mai 1892 von dem französischen Astronomen Stéphane Javelle entdeckt.